# The Undertaker

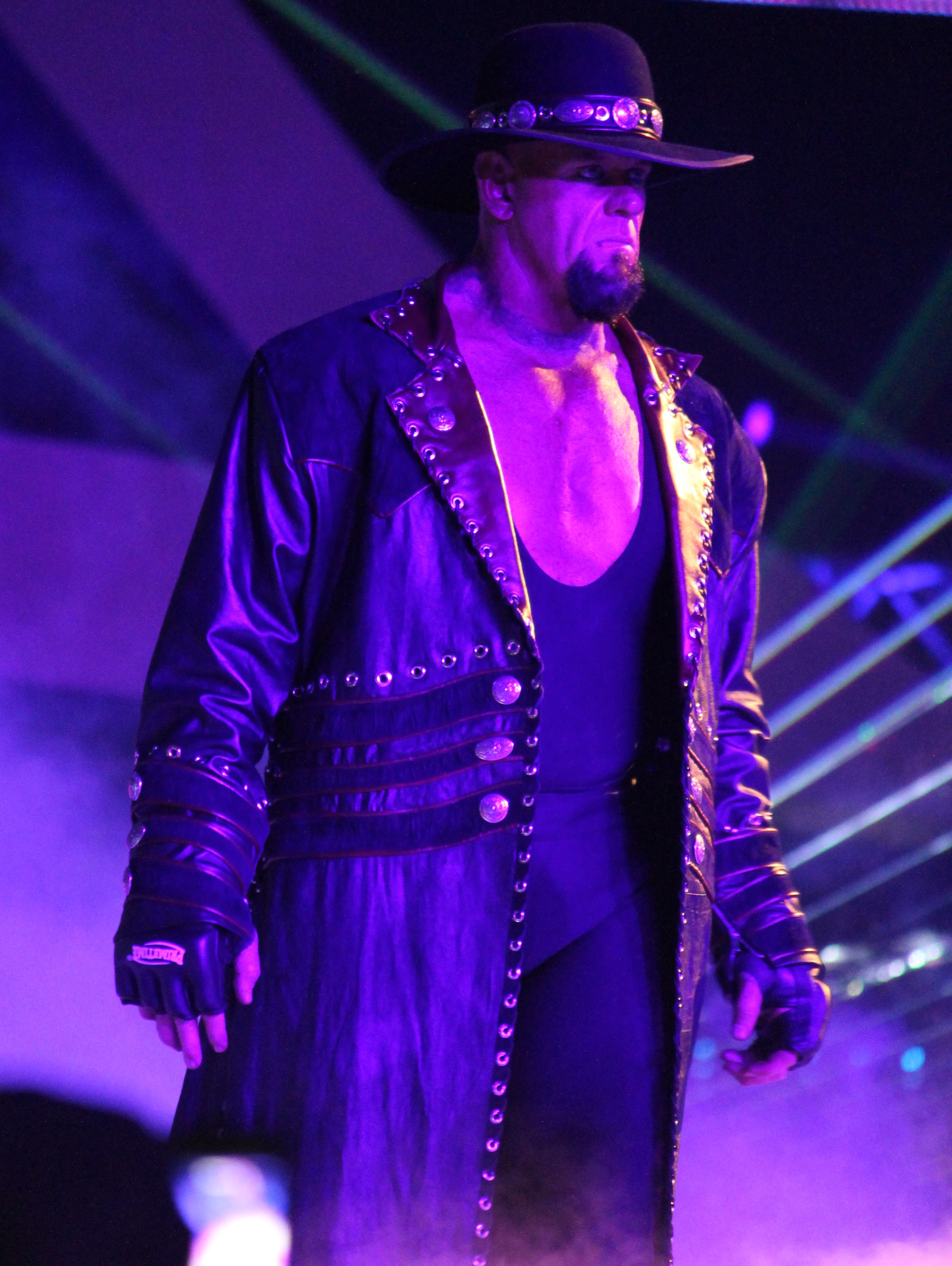
The Undertaker 2014-ben WM30-on

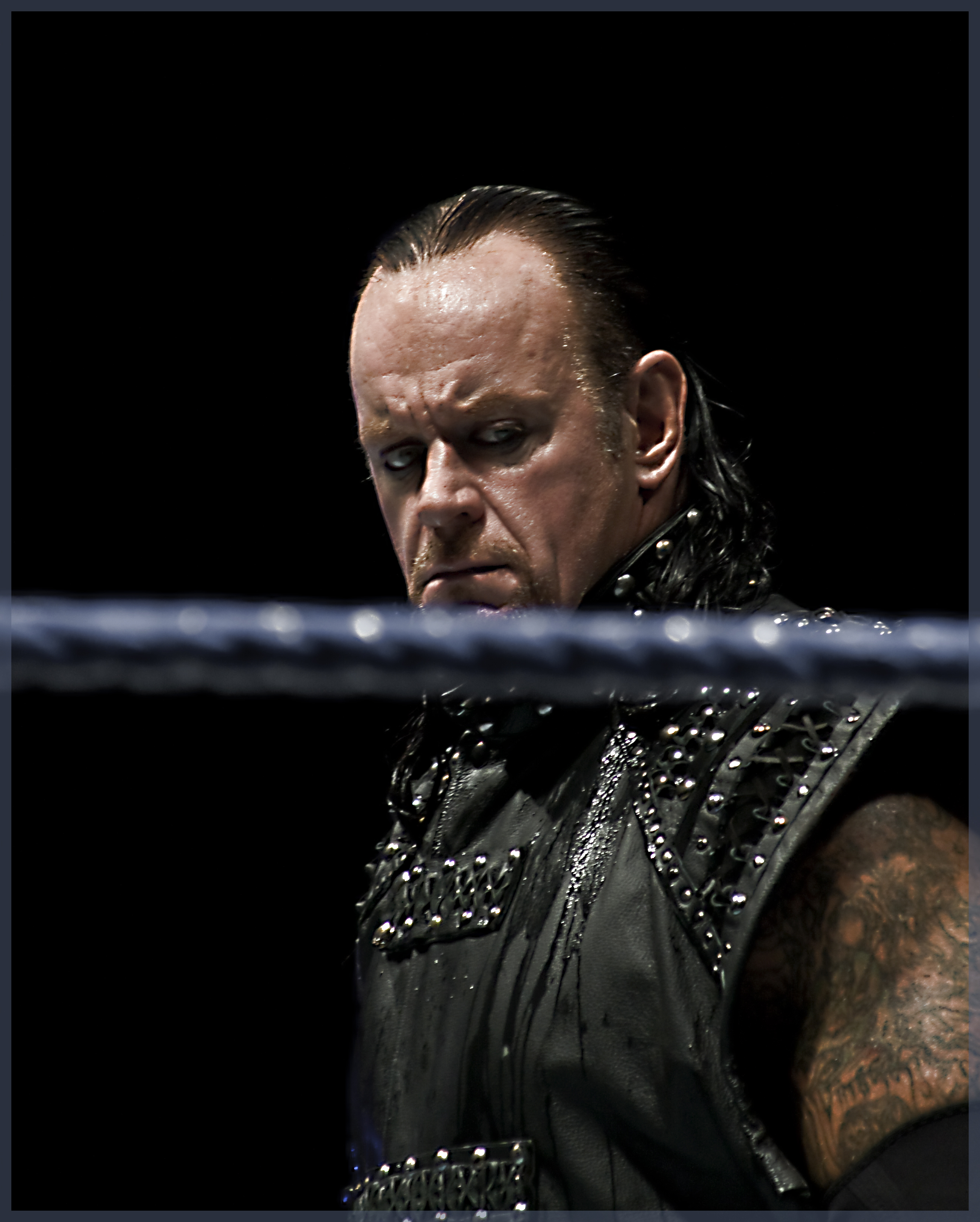
The Undertaker 2009-ben

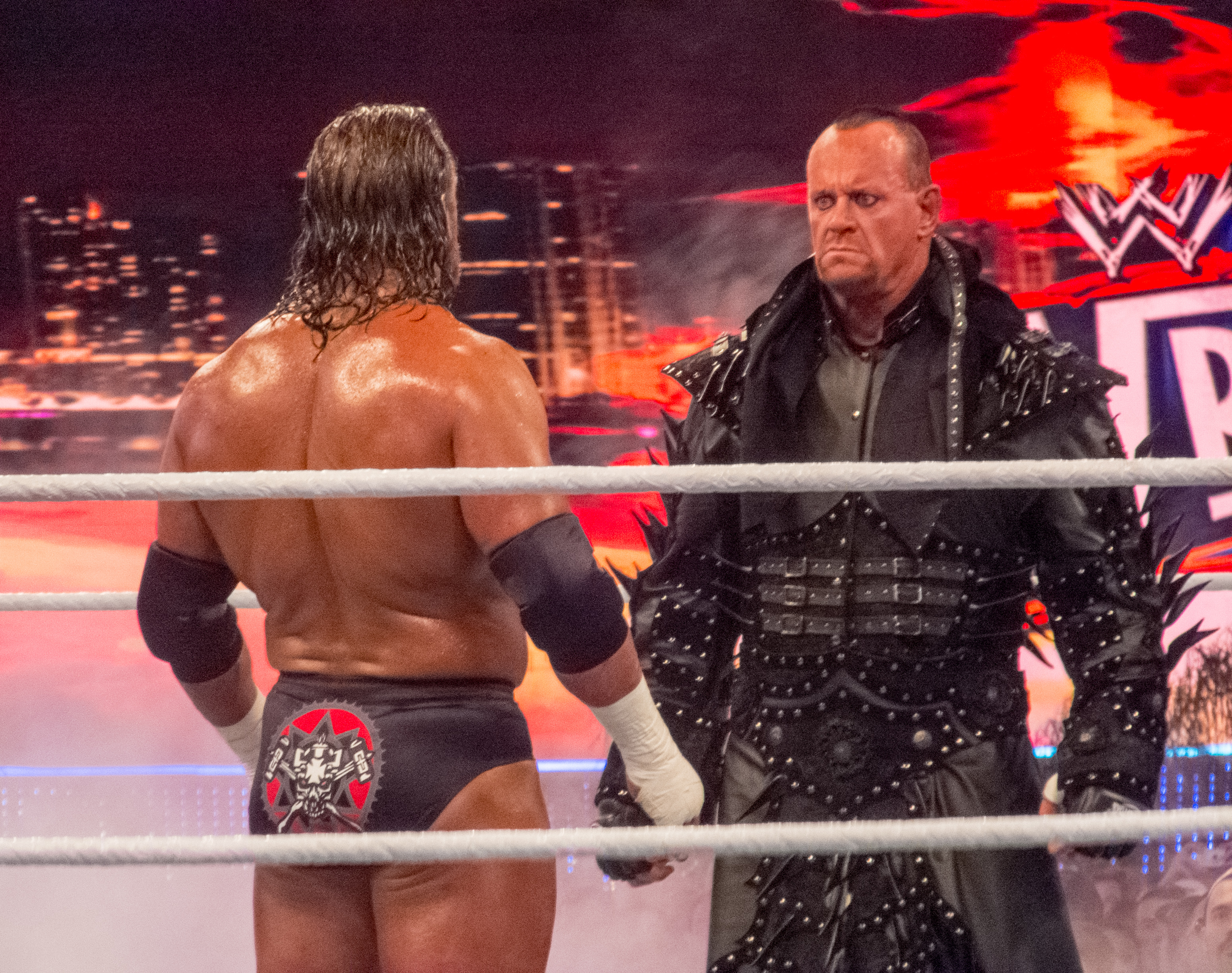
Undertaker vs Triple H WM28-on 2012-ben

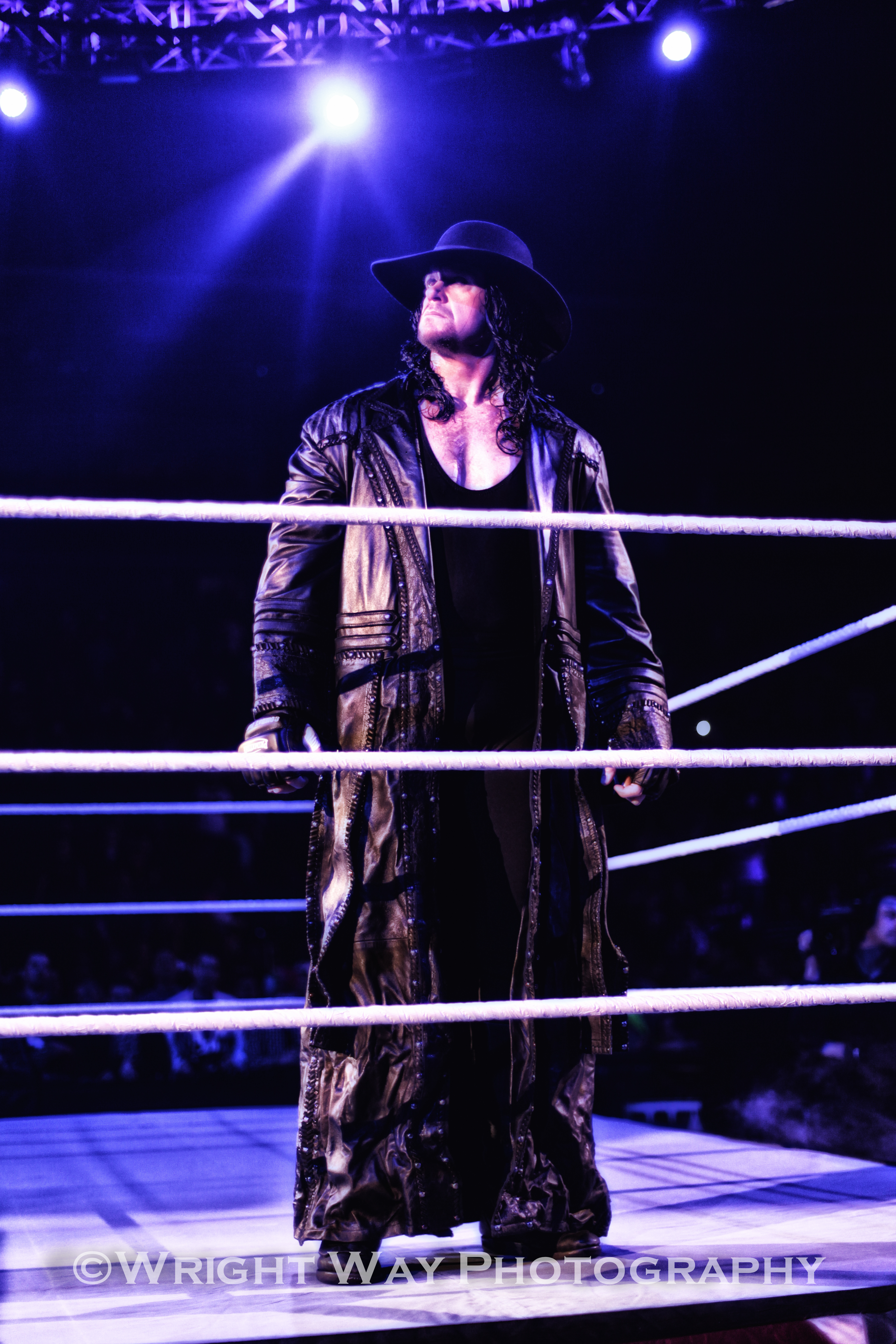
The Undertaker 2008-ban

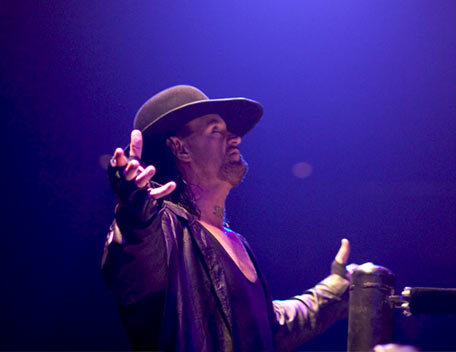
The Undertaker bevonulása

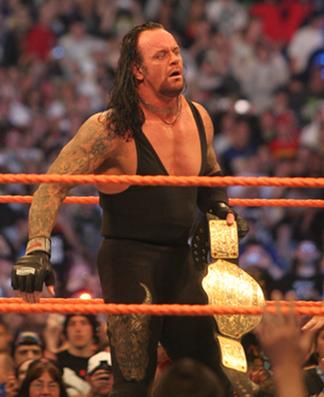
The Undertaker mint Nehézsúlyú világbajnok

Mark William Calaway, ismertebb nevén The Undertaker (1965. március 24. –) amerikai pankrátor. Jelenleg a WWE-vel áll szerződésben.
Calaway 1984-ben, a World Class Championship Wrestling (WCCW) sorozatban kezdte el birkózói pályafutását. A World Championship Wrestlinghez (WCW) Mean Mark néven 1989-ben csatlakozott. Mikor 1990-ben a WCW nem hosszabbította meg Calaway szerződését, ugyanazon év novemberében a World Wrestling Federationhöz (mely 2003-tól WWE név alatt működik) The Undertaker-ként csatlakozott. Mivel azóta is ennél a cégnél sportol, Calaway jelenleg a WWE egyik vezető pankrátora. Undertaker az egyetlen olyan személy aki szerepelt a Monday Night Raw legelső (1993-as) műsorában, s még mindig a szervezetnél van. Undertakernek két, igencsak eltérő "gimmickje" (karaktere) van: "Deadman"-ként egy mágikus, halhatatlan figura, "American Bad Ass"-ként pedig egy motoros rosszfiú. A hozzá kapcsolódó emlékezetes mérkőzések közé tartozik a Casket mérkőzés, a Burried Alive meccs, a hírhedt Hell in a Cell és a Last Ride mérkőzés. The Undertaker veretlen volt a WrestleMania sorozatában, összesen 21 győzelmet aratott. Brock Lesnar legyőzte a Wrestlemania 30-on (2014. április 6.) (21-1), így a széria megtört.
Undertaker nyolcszoros világbajnok: 4x nyerte meg a WWE bajnoki övet, háromszor a nehézsúlyú bajnoki címet, egyet pedig az USWA Unified World Heavyweight Champion sorozatában szerzett meg (akkor még Master of Pain-ként). Emellett hétszeres Tag Team bajnoknak is mondhatja magát, hiszen hatszor nyerte meg a WWF Tag Team bajnoki címet, egyszer pedig a WCW Tag Team bajnoki övet. 2007-ben megnyerte a Royal Rumble-t is.

## Pankrátor karrierje

### WWE/F karrierje (1990–)
Mark William Calaway, avagy ahogy mindenki ismeri, a legendás "The Undertaker" 1965 tavaszán született a Texas állambeli Houstonban. 1984-ben kezdődött a karrierje a World Class Championship Wrestling-nél; neve ekkor Texas Red volt. 1989-ben egy évet a WCW-nél töltött „Mean” Mark Callous néven, majd véglegesen leigazolt a WWF-hez (2003-tól ezt nevet viselte, illetve a mai napig ezen a néven harcol a WWE-nél). 1990-ben a Survivor Series-en jelent meg először Undertaker-ként. Első világbajnoki övét Hulk Hogan legyőzésével szerezte meg az 1991-es Survivor Series-en. Jake „The Snake” Roberts elvesztett egy mérkőzést Macho Man ellen és a meccs után rá akart támadni, ám Taker ezt megakadályozta. Ekkor face, vagyis jó karakterré változott.
Az 1991-es Royal Rumble-on Yokozunával meccselt egy Casket meccsen. A meccs végére legalább 15 pankrátor ütötte Taker-t, aki végül alul is maradt a túlerővel szemben. Miután bezárták a koporsóba, látványeffektek közepette "elszállt a lelke". Ez volt az első "távozása" karrierje során. (A valóságban hátsérülés miatt tartott szünetet.) A WrestleMania X után egy "ál-Undertaker" tért vissza id. Ted DiBiase vezetésével. A csalót a SummerSlam alkalmával intézte el az igazi Taker. Néhány hónappal később ismét lesérült. Visszatérte után Mankind (Mick Foley) volt a célkeresztben. Kettejük vitája legendás meccseket eredményezett. A WrestleMania XIII-on legyőzte Sycho Sid-et és másodszorra is világbajnok lett. Undertaker menedzsere elhozta a WWE-be Taker "testvérét", Kane-t. Ez egy hosszas Taker-Kane feudhoz vezetett. A soron következő konfliktusa Shawn Michaels-el történt. Csatáztak többek között az akkor első alkalommal megrendezett Hell In A Cell gálán is. 
Undertaker következő ilyen típusú mérkőzése Mankind ellen volt. Ez az összecsapás minden idők egyik legjobb hardcore meccse lett, sok legendás momentummal, amit a mai napig szívesen említenek videókban, a pankráció rajongók között pedig kultikus, ikonikus lett. Később Stone Cold Steve Austin-nal csapatot alkotva Tag Team bajnokok lettek. Taker hat év után ismét heel (gonosz) karakterré változott, legfőbb ellensége egykori tag-team társa, Stone Cold volt, akinek legyőzésével harmadszorra is világbajnok lett. Miután Austin visszanyerte az övet, Taker összeállt a Big Show-val és vele is Tag Team bajnok lett. Ezt követően újra sérülés miatt kellett pihennie. Az ezredforduló májusában tért vissza Judgement Day PPV alkalmával, mint face karakter. Szerepköre drasztikusan megváltozott, hiszen egy motorost formált meg "American Bad Ass" becenévvel. A McMahon-Helmsley korszak eljövetelével Undertaker hosszú viaskodásba kezdett Vince McMahonnal és annak családjával.
2001-ben összeállt Kane-nel és létrejött a legendás Brothers of Destruction duó, majd megszerezték a WCW és WWE Tag-Team bajnoki övet is. Egy idő után újra gonosz karakter lett belőle, ennek eredményeként hosszú haját levágatta és Big Evil becenéven kezdte el ámokfutásait. Ric Flair-rel vívott csatái után Hulk Hogan felett győzedelmeskedett a Judgement Day-en, és negyedszerre is világbajnok lett. Egy mérkőzésen Big Show ellen lesérült és kimaradt egy időre. A 2003-as Royal Rumble-on tért vissza és folytatta feudját a Big Show-val. Ezután először JBL-el, majd Randy Orton-nal vívott hosszú csatákat. A 2006-os év nagy részében a WWE cégénél újnak számító The Great Khali lett az ellenfele. Viszályuknak köszönhetően Undertaker címmeccsek sorának inthetett búcsút. A címszerzésen az sem segített, hogy öt év után ismét duót alkotott Kane-nel. 
Újabb nagy áttörést a 2007-ben megrendezett Royal Rumble esemény hozott Undertaker számára, amit megnyert, mivel harmincadiknak érkezett, a dolga innentől kezdve pedig könnyűvé vált. Ennek köszönhetően a WrestleMania XXIII-on Batistát legyőzve nehézsúlyú világbajnok lett. Több címmeccset is vívtak egymással, melynek Edge vetett véget, amikor megszerezte tőle az övet. Innentől kezdve Edge ellen vívott hosszú, és a rajongók között szintén legendásnak minősülő csatákat. A 2008-as One Night Stand-en egy TLC (asztalok, létrák, székek) meccset vívtak. A mérkőzés feltétele az volt (hasonlóan az I Quit meccsekhez, ahol a meccset feladó személynek kell távoznia), hogy amennyiben Taker veszít, ott kell hagynia a WWE-t. A vesztes végül ő lett. A SmackDown menedzsere, Vickie Guerrero, Edge barátnője volt. Miután Edge félrelépett Alicia Fox-al, (és mindezt élő adásban, az esküvőjük napján az asszony meg is tudott), Vickie visszahívta az Undertakert. Ennek eredménye egy Hell in a Cell mérkőzés lett a SummerSlam-en, melynek végén Taker legyőzte ellenfelét. 
A 2009-es WrestleMania XXV-ön legyőzte Shawn Michaels-t, így tovább növelte (17-0) WrestleMania-veretlenségi rekordot. A következő évben a WrestleMania XXVI-n létrejött a visszavágó kettőjük között, egy streak vs. carrer meccs keretei között, az eredmény ugyanaz volt mint az azelőtti évbe, Undertaker nyert (18-0) ezzel véget vetve Shawn Michaels karrierjének. 2011-ben visszatért és kihívta Triple H-et a WrestleMania XXVII-re, amelyet Triple H el is fogadott. A WrestleMania-n Undertaker győzött a Hells Gate feladásos fogással, (19-0) de a meccs után hordágyon kellett elvigyék a ringből. Ezután egy évig nem tért vissza, és mikor visszajött 2012-ben mindenki legnagyobb meglepetésére kihívta Triple H-t a WrestleMania XXVIII-re egy visszavágóra, The Game először nem akart belemenni, de végül mégis elfogatta a kihívást, azzal a kikötéssel, hogy a meccsük egy Hell in a Cell mérkőzés legyen. A meccsen Undertaker rövid hajjal jelent meg ami sokaknak meglepetést okozott, a bíró pedig végül Shawn Michaels lett. Hosszú meccsüket az évtized egyik legjobb meccsének választották, de az eredmény ugyanaz volt Undertaker pinnelte Triple H-et ezzel 20-0-ra emelve a veretlenségi sorozatát. 
2012-ben még egyszer megjelent júliusban a raw 1000. adásán ahol Kane segítségére sietett és ketten felülkerekedtek 6 másik emberen. 2013-ban CM Punk ellen mérkőzött a WrestleMania-n, amit szintén megnyert, így már 21 db WrestleMania győzelmet tudhatott maga mögött. Eljött a 2014-es év, és Taker streakjének a vége is, ugyanis ezúttal Brock Lesnar-t hívta ki aki ellen a WrestleMania XXX-en a 3 elszenvedett F5 után végül vereséget szenvedett (21-1). Ez a vereség sokak szerint a pankráció történelmének legsokkolóbb és egyben legszomorúbb pillanata volt. A vereség után nem láthattuk Undertakert közel egy évig, majd 2015-ben Bray Wyatt hívta ki. A kihívást elfogadta, majd legyőzte Wyatt-et a WrestleMania 31-en, így 22-1-re szépítette a szériáját. 2015. július 19-én, a Battleground eseményen az Undertaker beavatkozott Brock címmeccsébe. Később kiderült, hogy a WrestleMania XXX-en történt vereség miatt tette mindezt, majd ezzel egy újabb viszály vette kezdetét. A SummerSlamen az Undertaker, míg a Hell in a Cell-en Brock nyert. 
2015 novemberében Undertaker WWE-s színrelépésének 25. évfordulóján ismét összeáll a Kane-el, és legyőzik Bray Wyatt és Luke Harper csapatát, a Wyatt családot. Ezután 2016 Februárjába tűnt fel újra, ugyanis Shane Mcmahon visszatért, azzal hogy szeretné ő irányítani a RAW adásait, és Shane apja a cégtulajdonos Vince Mcmahon azt mondta fiának hogy rendben van, de van egy feltétele, ami nem más volt mint hogy Shane legyőzi Undertakert a Wrestlemania 32-n egy Hell in a Cell meccsen. Shane belement a dologba, és nem félt Undertakertől. A meccsük látványos volt, de végül Shane alulmaradt így Undertaker 23-1-re emelte a sorozatát. Ezután Novemberben láthattuk újra Takert amikor is visszatért a Survivor Seriesre és elmondta hogy ő mindig is a Smackdown-t tartotta az otthonának, ezen kívül befenyítette a Smackdown csapatot hogy amennyiben veszítenek a Survivor Seriesen a Raw csapatával szemben, akkor lesz félnivalójuk a haragjától, a Smack Down csapat nyert így Takert nem láthattuk utána, de csak 2 hónapra volt távol. 
2017 januárjában visszatért és elmondta hogy ő indulni fog a Royal Rumble-ön. A Rumble meccsen 29-ként érkezett és jól helytállt, 4 embert ejtett ki, de a 30. érkező Roman Reigns kiejtette őt. Ahogy sejteni lehetett ez elindított kettejük között egy viszályt amelynek áprilisban a WrestleMania 33-on lett vége ahol Undertaker elszenvedte élete második WrestleMania vereségét (23-2). A meccs után levette kesztyűjét, kabátját, kalapját és otthagyta őket a ring közepén, azt szimbolizálva hogy ezzel vége a karrierjének. 2018 januárjában a Raw 25. évfordulós adására visszatért pár mondat erejéig, de a szokásos felszerelése nélkül egy csuklyás kabátban ahol felidézett pár dolgot a múltból, de nem tette egyértelmű jelét annak hogy mégis visszatérne. Ezután John Cena próbálta meg visszatérésre rábírni Undertakert hétről hétre győzködte, de úgy tűnt mindhiába, Taker nem jelent meg. Aztán a WrestleMania 34-en John Cena legnagyobb meglepetésére megjelent és kevesebb mint 3 perc alatt legyőzte őt, ezzel a streak-et 24-2-re emelte és egyértelművé tette hogy mégse vonult vissza. Ezután Taker még ebben a hónapban visszatért egy mecsre a Greatest Royal rumble eseményre Szaúd-Arábiába ahol egy 1 vs 2 hendikep koporsó meccsen legyőzte Rusevet és Aiden English-t. Ezután Júliusba tért vissza a Madison Square Gardenbe ahol Roman Reignssel és Braun Strowmannal állt össze egy 3 vs 3 meccsre Baron Corbin, Elias, és Kevin Owens ellen, amelyet végül Taker behúzott a csapatának azzal hogy pinnelte Kevin Owenst. A meccs után a ringbe Undertaker kezet fogott Braun Strowmannal és Roman Reignssel akik jelenleg a WWE top sztárjai, így szimbolizálva hogy átadja nekik a stafétát. 
A következő mérkőzése egy last time ever meccs volt Triple H ellen a Super Showdown-on Ausztráliában, ahol mögötte Kane Triple H mögött pedig Shawn Michaels állt a sarokban. Mérkőzésük látványos volt, de Shawn Michaels jobb partnernek bizonyult mint Kane, sikerült egy Sweet Chin Music-ot kiosztania Takernek, ezután pedig Triple H is kiosztott egy Pedigree-t amiből Undertaker már nem tudott kitörni, így Triple H nyert. A meccs után Triple H felhúzta Takert a padlóról és a 4 legenda egymás kezét emelte a magasba, de ezután váratlan dolog történt, Kane adott egy állast Michaelsnek Undertaker pedig elkapta Triple H-et és adott neki egy Tombstone-t, majd a ringen kívül Michaels még próbált ellenállni de végül ő is kapott egy chokeslamet Takertől a kommentátor asztalra, majd Taker és Kane elvonultak. Ennek a sztorinak ezzel még korán sincs vége. 
A Super Showdown után Shawn Michaels visszatért a visszavonulásból és egy meccs erejéig hajlandó Triple H mellett harcolni Undertaker és Kane ellen így újra összeállt a DX és a Brothers of Destruction, több héten át üzentek egymásnak a raw adásokon, végül a Szaúd-Arábiában megrendezett Crown Jewel rendezvényen csaptak össze. Az összecsapásból a DX került ki győztesen. Undertakert azóta nem láthattuk de a Wrestlemania 35-re már hírdetik a nevét. Undertaker utolsó meccsére a Wrestlemania 36-on került sor Aj Styles ellen amit meg is nyert. Utána a Survivor Seriesen láthattuk, ahol bejelentette hogy napra pontosan debütálásának 30-adik évfordulóján végleg visszavonul. Ezzel életbe lépett az életre szóló szerződése a Wwe-vel.

### A Széria (Streak)
Az Undertaker szériája az egyik legmeghatározóbb elem a WWE történelme során. Maga a "streak" tulajdonképp azt mutatja, hogy az Undertaker milyen eredményt ért az a WrestleMania rendezvény során. A 21-0-s veretlenségi sorozatát Brock Lesnar törte meg, 2014-ben.
A Streak alakulása:
WrestleMania VII. – Jimmy Snuka (1-0)
WrestleMania VIII. – Jake Roberts (2-0)
WrestleMania IX. – Giant Gonzalez (3-0)
WrestleMania XI. – King Kong Bundy (4-0)
WrestleMania XII. – Diesel (5-0)
WrestleMania 13. – Sycho Sid (6-0)
WrestleMania XIV. – Kane (7-0)
WrestleMania XV. – Big Boss Man (8-0)
WrestleMania X Seven – Triple H (9-0)
WrestleMania X8. – Rick Flair (10-0)
WrestleMania XIX. – Big Show és A-Train (Hendikep meccs) (11-0)
WrestleMania XX. – Kane (12-0)
WrestleMania 21. – Randy Orton (13-0)
WrestleMania 22. – Mark Henry (14-0)
WrestleMania 23. – Dave Batista (15-0)
WrestleMania XXIV. – Edge (16-0)
WrestleMania XXV. – Shawn Michaels (17-0)
WrestleMania XXVI. – Shawn Michaels (18-0)
WrestleMania XXVII. – Triple H (19-0)
WrestleMania XXVIII. – Triple H (20-0) (Hell in a Cell meccs)
WrestleMania XXIX. – CM Punk (21-0)
WrestleMania XXX. – Brock Lesnar (21-1)
WrestleMania 31. – Bray Wyatt (22-1)
WrestleMania 32. – Shane McMahon (23-1) (Hell in a Cell meccs)
WrestleMania 33.- Roman Reigns (23-2)
WrestleMania 34. – John Cena (24-2)                                                                                                                                                                                                                               
WrestleMania 36. – AJ Styles (25-2)

## Sikerei
- Pro Wrestling Illustrated
  - Az év rivalizálása (1991) vs. The Ultimate Warrior
  - Az év meccse (1998) vs. Mankind ellen Hell in a Cell meccs a King of the Ring-ben
  - Az év meccse (2009) vs. Shawn Michaels a WrestleMania XXV
  - Az év meccse (2010) vs. Shawn Michaels a WrestleMania XXVI
  - Az év meccse (2012) vs. Triple H a WrestleMania XXVIII
  - PWI rangsor #2 az 500 legjobb pankrátor a PWI 500-ban 2002-ben
  - PWI rangsor #21 az 500 legjobb pankrátor a "PWI Évek" 2003-ban
- United States Wrestling Association
  - USWA Unified World Heavyweight Bajnok (1x)
- World Class Wrestling Association
  - WCWA Texas Heavyweight Bajnok (1x)
- World Wrestling Federation/World Wrestling Entertainment/WWE
  - WCW World Tag Team Bajnok (1x) – Kanel
  - World Heavyweight Championship (3x)
  - WWF/E Championship (4x)
  - WWF Hardcore Championship (1x)
  - WWF Tag Team Bajnok (6x) – Stone Cold Steve Austinal (1), Big Showal (2), The Rockal (1) és Kanel (2)
  - Royal Rumble győztes (2007)
  - A Wrestlemania-k történetében egyedülálló 22:1 -es győzelmi sorozat
  - Slammy Awards (8x)
    - WWF's Legnagyobb sláger (1996) Sucking Diesel into the abyss
    - Legjobb tetoválás (1997)
    - Legjobb bejövetel zene (1997)
    - Star of the Highest Magnitude (1997)
    - 2x legjobb meccs (2009, 2012) vs. Shawn Michaels a WrestleMania XXV – vs Triple H a Hell in a Cell meccs a WrestleMania XXVIII
    - Az év momentuma (2010) vs. Shawn Michaels a WrestleMania XXVI
    - OMG Az év momentuma (2011) Kiugrás Triple H Tombstone Piledravejából a WrestleMania XXVII
- Wrestling Observer Newsletter
  - 5 csillagos meccs (1997) vs. Shawn Michaels a Hell in a Cell meccs at Badd Blood
  - Legjobb gimmick (1990–1994)
  - Legjobb Heel (gonosz karakter) (1991)
  - Az év rivalizálása (2007) vs. Batista
  - Az év meccse (2009) vs. Shawn Michaels a WrestleMania XXV
  - Az év meccse (2010) vs. Shawn Michaels a WrestleMania XXVI
  - Leginkább túlértékelt (2001)
  - Olvasók legkevésbé kedvelt pankrátora (2001)
  - Az év legrosszabb feudja (1993) vs. Giant González
  - Legrosszabb meccs (2001) with Kane vs. KroniK at Unforgiven
  - Wrestling Observer Newsletter Hall of Fame (2004)

## Bevonuló zenéi
USWA Dallas
- BulletBoys – "Badlands" (1989. szeptember 15 – 1989. december 1.)

WCW
- Scorpions – "China White" (1990. január 3. – 1990. február 24.)
- "Southern Rock" (1990. február 25. – 1990. június 12.)
- "Heavenly Thunder" (1990. június 13. – 1990. szeptember 7.)

NJPW
- Ozzy Osbourne – "Miracle Man" (1990. március 2. – 1990. március 23.)

World Wrestling Federation/Entertainment/WWE
- Jim Johnston – "Funeral March" (1990. november 19. – 1994. január 22.)
- Jim Johnston – "Graveyard Symphony" (1995, november 19. – 1998. július 20.; 1999. január 11. – 1999. március 22.)
- Jim Johnston – "The Darkest Side" (1998. július 26. – 1998. december 13.)
- Jim Johnston – "Ministry" (1999. március 28. – 1999. szeptember 23.)
- Kid Rock – "American Bad Ass" (2000. május 21. – 2000. december 4.)
- Limp Bizkit – "Rollin' (Air Raid Vehicle)" (2000. december 10. – 2002. május 6.; 2003. március 30.)
- Jim Johnston – "Dead Man Walking" (2002. május 19. – 2002. szeptember 19.)
- Jim Johnston – "You're Gonna Pay" (2002. szeptember 22. – 2003. november 16.)
- Johnny Cash – "Ain't No Grave (Gonna Hold This Body Down)" (2011. március 7. – 2011. április 3.)
- Jim Johnston – "Rest in Peace" (2004. március 14. – 2011. február 21.; 2012. január 30. – napjainkig)

## Fordítás
- Ez a szócikk részben vagy egészben  a   The_undertaker című angol Wikipédia-szócikk fordításán alapul.  Az eredeti cikk szerkesztőit annak laptörténete sorolja fel. Ez a jelzés csupán a megfogalmazás eredetét és a szerzői jogokat jelzi, nem szolgál a cikkben szereplő információk forrásmegjelöléseként.